# Belthara
Belthara är en ort i Indien.   Den ligger i distriktet Ballia och delstaten Uttar Pradesh, i den nordöstra delen av landet, 700 km öster om huvudstaden New Delhi. Belthara ligger 71 meter över havet och antalet invånare är 17 228.
Terrängen runt Belthara är mycket platt. Runt Belthara är det tätbefolkat, med 982 invånare per kvadratkilometer. Närmaste större samhälle är Lar, 11,5 km nordost om Belthara. Trakten runt Belthara består till största delen av jordbruksmark.